# Släpnattskärra
Släpnattskärra (Macropsalis forcipata) är en fågel i familjen nattskärror.

## Utseende
Släpnattskärran är enhetligt mörkbrun ovan med grå och beigefärgade fläckar. Undersidan är tvärbandad med en stor roströd fläck på halsen. Hanen har en spektakulär, mycket lång kluven stjärt med vita innerkanter, medan honans är kort och mörk.

## Utbredning och systematik
Fågeln förekommer i sydöstra Brasilien och angränsande nordöstra Argentina (Misiones). Den placeras som enda art i släktet Macropsalis och behandlas som monotypisk, det vill säga att den inte delas in i några underarter. 

## Levnadssätt
Släpnattskärran hittas i fuktiga skogar, ungskog och skogsbryn.

## Status och hot
Arten har ett stort utbredningsområde, men tros minska i antal, dock inte tillräckligt kraftigt för att den ska betraktas som hotad. Internationella naturvårdsunionen IUCN listar arten som livskraftig (LC).